# 九州大学本源氏物語
九州大学本源氏物語（きゅうしゅうだいがくほんげんじものがたり）とは、古活字版源氏物語のひとつである、現在九州大学文学部の所蔵であるためこの名称で呼ばれる。単に「九州大学本」や「九大本」と呼ばれることもある。

## 概要

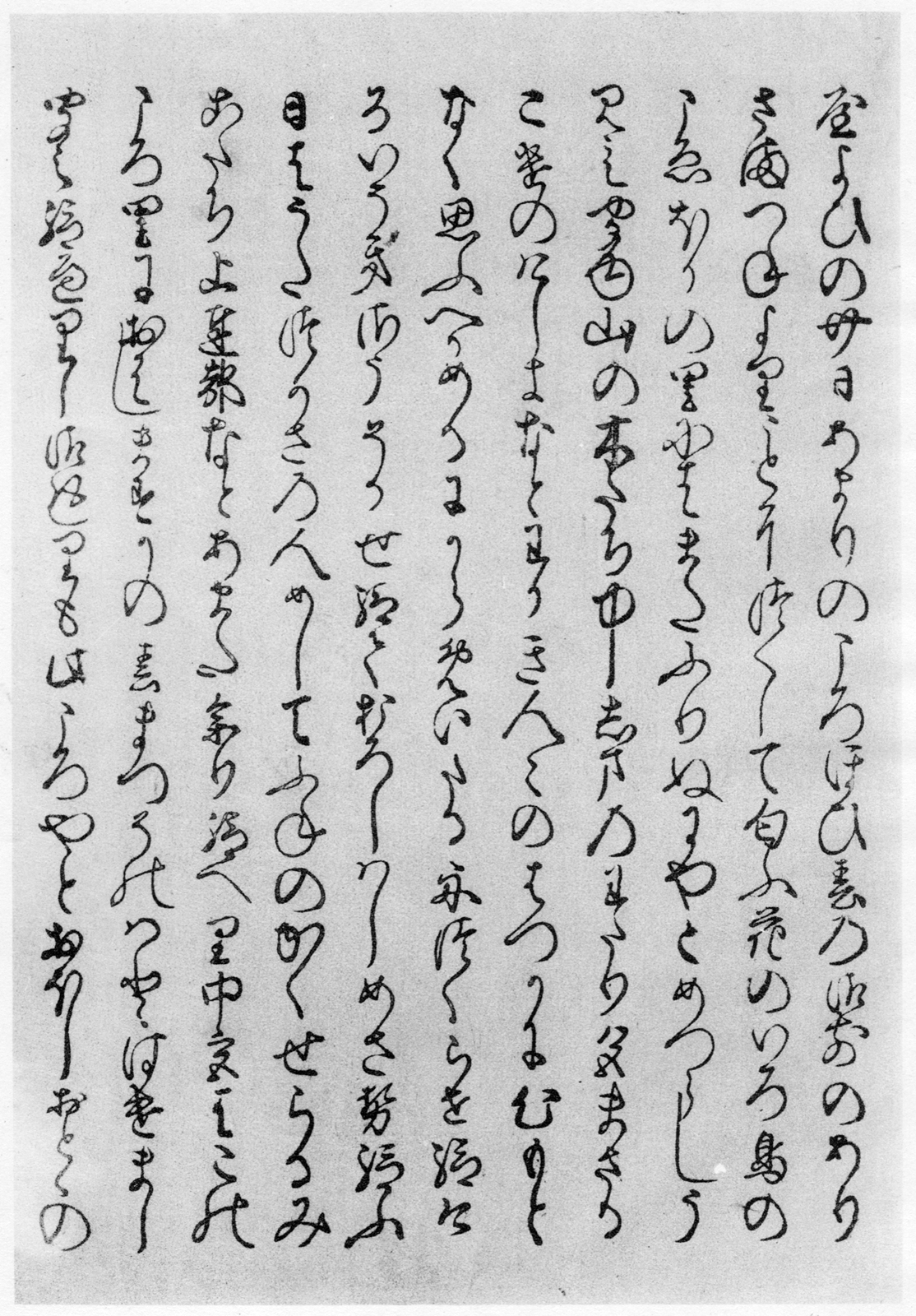
「寛永木活本」

古版本のうち、整版本は同じ版木を使う限り同じ物が印刷されるのに対して古活字版は印刷のたび活字を組み直すことにより印刷の結果が少しずつ異なることになるために、刊記が存在しないと（あるいは刊記が存在してもそれが不正確だと）どのような版が存在するのか明らかにならず現在でも不明な点が多い。この九州大学本源氏物語は、近年になって初めてその存在が知られるようになった古活字版源氏物語のひとつであり、これまで知られており、かつ現物が研究機関などに所蔵されているために詳細な調査がなされているいくつかの「古活字版源氏物語」とは、どれとも異なる点を持つ独自のものであることが明らかになっており、江戸時代初期の源氏物語の版本の成立を考える上で注目されている。上記のように本書は現物が研究機関などに所蔵されているいくつかの「古活字版『源氏物語』」とはどれとも完全には一致しない一方で、断片的にのみ資料の残されている二つの「古活字版『源氏物語』」との類似が指摘されている。一つは1973年（昭和48年）に刊行された反町茂雄の『古活字版図録』に紹介された「久邇宮家旧蔵」とされる古活字版『源氏物語』元和中刊本であり、同図録に掲載されている桐壺巻、第一丁表の写真とこの版本の当該箇所とは同版であると断言して差し支えないほど酷似している。もう一つが金子元臣『定本源氏物語新解』中巻（昭和3年刊行）の口絵に載る、金子元臣蔵「寛永木活本」であり、その胡蝶巻の巻頭が、本版本の同箇所と酷似している。

## 本文
本「九州大学蔵古活字版源氏物語」の本文は、全体としては、青表紙本系統の中でも、三条西家本、肖柏本に近い本文を持っており、近世版本の『源氏物語』の本文としては一般的なものといえる。しかしながらこの九州大学本源氏物語には、第1帖「桐壺」から第29帖「行幸」までの本文に、 人物名の表示、語釈、他本との本文の異同表示を主な内容とする句点や注記が施されている。これらの書き入れ本文の中は、当時比較的簡単に参照できたであろう版本には見出されないが鎌倉時代成立の由緒ある河内本や別本の伝本として『源氏物語大成』校異篇の校異に採用された尾州家本、陽明文庫本、国冬本といった写本に一致するものがある。本版本のこのような本文の書き入れが、いくつもの古い時期に成立した由緒ある伝本を直接参照してなされたものである可能性は低いと考えられるが、実際にいかなる写本・版本を参照してなされたかは不明である。